# Beautiful Deformity
Beautiful Deformity é o sétimo álbum de estúdio da banda de rock visual kei japonesa the GazettE. Foi em 23 de outubro de 2013 no Japão pela Sony Japan e na Europa pela JPU Records. Inclui também o single "Fadeless".

## Visão geral
O álbum foi lançado em duas edições: regular e limitada. A limitada acompanha o videoclipe de "Inside Beast" e "Malformed Box". Já o videoclipe de "To Dazzling Darkness" apareceu exclusivamente na compilação de vídeos da banda Film Bug III, lançado em 24 de dezembro de 2014. Ruki contou a revista Rock and Read que o álbum deveria incluir músicas de todos os cinco membros e que todos precisariam estar satisfeitos com elas, caso contrário o álbum não seria lançado.
Em 4 de agosto de 2014, a Sony lançou um walkman com o modelo de The Gazette e nele vinham incluídas as canções "Fadeless" e "Inside Beast".

## Desempenho comercial
O álbum chegou a oitava posição na Oricon Albums Chart e permaneceu na parada por sete semanas.

## Turnê
Um mês antes da estreia de Beautiful Deformity, o grupo realizou sua primeira turnê mundial com shows Brasil, México, Argentina, Finlândia, Alemanha, Chile e França, contando com um público total de cerca de 20 mil pessoas. Depois do lançamento, embarcaram na turnê Magnificient Malformed Box com 24 shows no Japão.

## Faixas
| N.º            | Título                                                             | Duração |  |
| 1.             | "Malformed Box"                                                    | 1:27    |  |
| 2.             | "Inside Beast"                                                     | 3:49    |  |
| 3.             | "Until it Burns Out"                                               | 3:45    |  |
| 4.             | "Devouring One Another"                                            | 3:29    |  |
| 5.             | "Fadeless"                                                         | 4:05    |  |
| 6.             | "Redo"                                                             | 3:49    |  |
| 7.             | "Last Heaven"                                                      | 4:43    |  |
| 8.             | "Loss"                                                             | 4:07    |  |
| 9.             | "The Stupid Tiny Insect"                                           | 2:59    |  |
| 10.            | "In Blossom"                                                       | 3:31    |  |
| 11.            | "Karasu" (鴉)                                                      | 3:46    |  |
| 12.            | "Kuroku Sunda Sora to Zangai to Kataba" (黒く澄んだ空と残骸と片翅) | 3:58    |  |
| 13.            | "To Dazzling Darkness"                                             | 3:51    |  |
| 14.            | "Coda"                                                             | 2:45    |  |
| Duração total: | Duração total:                                                     | 50:04   |  |

DVD (edição limitada)
| N.º | Título                       | Duração |  |
| 1.  | "Malformed Box (Videoclipe)" |         |  |
| 2.  | "Inside Beast (Videoclipe)"  |         |  |

## Ficha técnica

### the GazettE
- Ruki – vocais
- Uruha – guitarra solo
- Aoi – guitarra rítmica
- Reita – baixo
- Kai – bateria